# Poitrasia circinans
Poitrasia circinans är en svampart som först beskrevs av H. Nagan. & N. Kawak., och fick sitt nu gällande namn av P.M. Kirk 1984. Poitrasia circinans ingår i släktet Poitrasia och familjen Choanephoraceae.   Inga underarter finns listade i Catalogue of Life.